# Hylocereus triangularis
A Hylocereus triangularis kaktusz a legkorábban megismert kaktuszfajok egyike, már Linné is leírta Cactus triangularis néven.

## Származása, elterjedése
A Hylocereus alnemzetség tagja. Dél-Amerika trópusi és szubtrópusi területeiről származik. A Karib-szigetvilágban általánosan elterjedt.
Szinonímába hozták a korábban különállónak tekintett Hylocereus trigonus fajjal és e faj alakkörébe vonták össze a korábban különálló Hylocereus napoleonis és H. plumieri taxont is.
Antigua, Kuba, Haiti, Dominika, Jamaica, Puerto Rico, Virgin-szigetek, Kis-Antillák.

## Megjelenése, felépítése
Kapaszkodó vagy elfekvő hajtásainak hossza eléri az 5 m-t, átmérője a 4 cm-t; rajtuk 3 borda fut végig. Hegyes, vaskos tövű, rövid levéltövisei 6–8-as csoportokban fejlődnek az areolákon; az idősebb hajtásokról lehullanak. 
Sok léggyökeret hajt.
Fehéres-sárgás, mutatós virágai 20 cm-nél is hosszabbak és akár arasznyi szélesek lehetnek. Külső pikkelyeik 2–5 cm hosszúak, a külső szirmok a belsőknél hosszabbak, a bibe-lobusok nem osztottak.
A vörös termést méregzöld pikkelyek borítják úgy, hogy mintázatuk egy sárkány bőrére emlékeztet; erről kapta a nép ajkán a „sárkánygyümölcs” nevet.

## Életmódja, élőhelye
Egyaránt megél a parti síkságokon és a fennsíkokon is.
Epifiton.

## Felhasználása
Termése a vörös pitaya. Az indiánok több évezrede eszik, de csak ritkán termesztik.